# Мысы (Черниговская область)
Мысы (укр. Миси) — село в Репкинском районе Черниговской области Украины. Расположено на берегу реки Днепр. Население 202 человека. Занимает площадь 0,26 км².
Код КОАТУУ: 7424482507. Почтовый индекс: 15042. Телефонный код: +380 4641.

## Власть
Орган местного самоуправления — Губичский сельский совет. Почтовый адрес: 15081, Черниговская обл., Репкинский р-н, с. Губичи, ул. Любечская, 12. Тел.: +380 (4641) 4-42-17; факс: 4-42-17.